# 4th Civil Affairs Group

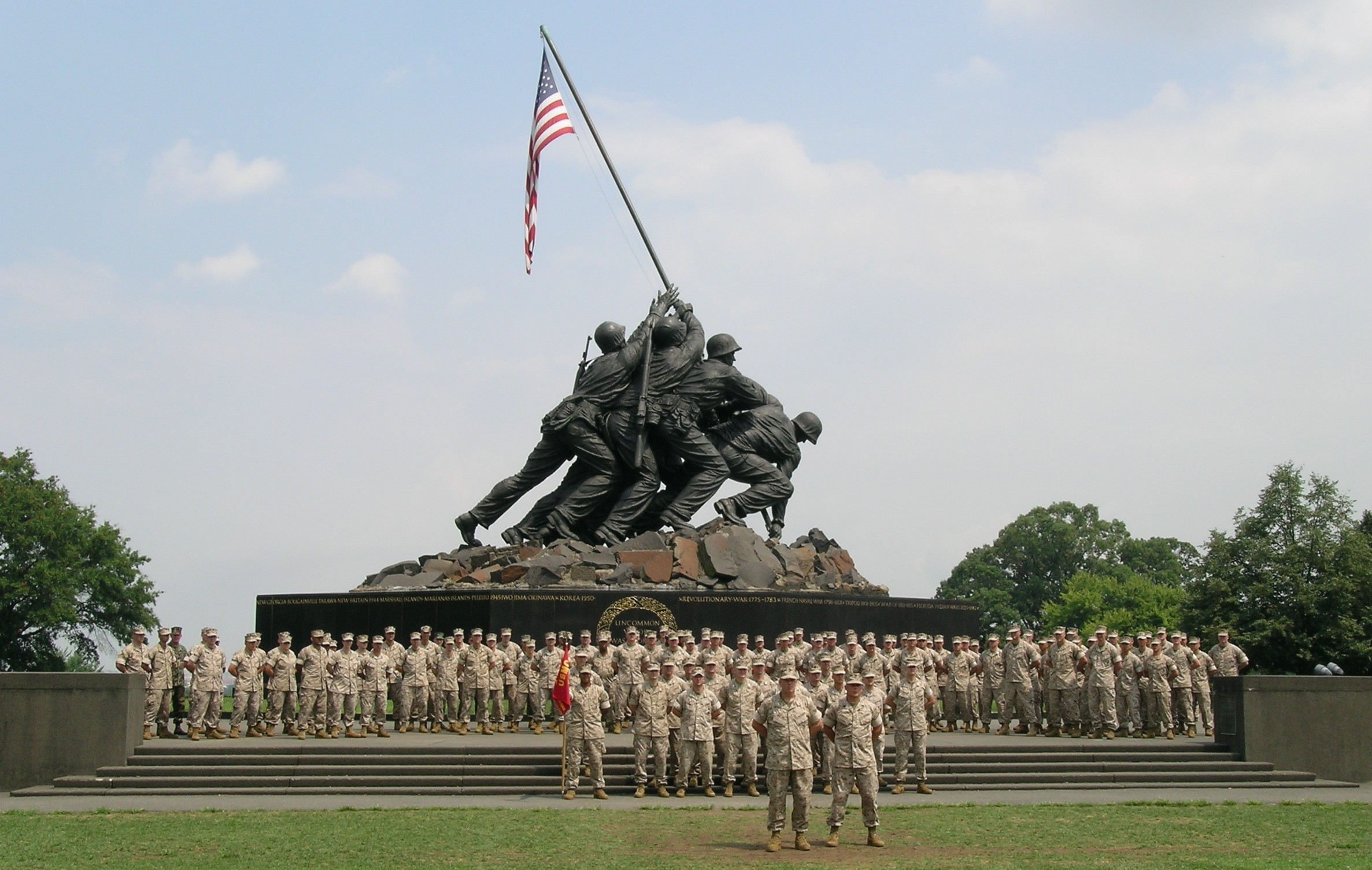
4e CAG au USMC War Memorial, Washington, DC en août 2004

Le 4th Civil Affairs Group (4th CAG) est une unité des affaires civiles (CA) du United States Marine Corps. Il est basé à Hialeah, en Floride. Pour plus d'informations sur le 4th CAG avant 2012, voir le 2nd CAG, puisque c'est à partir de cette unité que le 4th CAG a été créé à Washington DC. C'est l'un des quatre seuls groupes d'affaires civiles du Marine Corps, qui sont tous des unités de réserve. Le 4th CAG a été le premier groupe des affaires civiles dans le Corps des Marines et soutient principalement la II MEF. 

## Organisation
Le 4thCAG est commandé par un colonel et l'unité compte 38 officiers des Marines, 85 Marines engagés, 4 officiers de marine et 1 marin engagé. L'unité comprend un détachement de quartier général et quatre détachements Opérationnels. Les Marines des Affaires civiles possèdent la Spécialité Professionnelle Militaire (MOS) secondaire 0530/0531 (Officier / Spécialiste des Affaires Civiles) en plus de leur MOS principal. 

## Histoire
Le 1er novembre 1955, le 4th CAG a été activé à l'origine comme 5e groupe d'état-major à Henderson Hall, à Arlington, en Virginie. Le premier commandant était le colonel Winslow H. Randolph Jr. En 1973, l'unité avait un effectif de 30 officiers et 50 engagés et était commandée par le colonel JZ Taylor. À la fin des années 1970, le 4th CAG a soutenu plusieurs itérations de l'opération Solid Shield avec l'OTAN. En 1979, le 4th CAG a été transféré au Naval Support Facility Anacostia. Le 4th CAG a envoyé plusieurs Marines pour la première fois dans l'histoire de l'unité pour soutenir l'opération Just Cause au Panama. L'unité a entièrement été déployée pour la première fois en décembre 1990 pour l'opération Desert Storm jusqu'en 1991. Au cours de l'opération Desert Storm, le 4th CAG a été affecté à la 2e division des Marines et a aidé à traiter plus de 10 000 prisonniers de guerre irakiens. Immédiatement après son retour du Moyen-Orient, un détachement du 4th CAG a été déployé dans le nord de l'Iraq en appui de l'opération Provide Comfort pour fournir une aide humanitaire aux réfugiés kurdes. Le 4th CAG a envoyé de nombreux détachements dans les Balkans au milieu des années 1990 et jusqu'en 2003,. Le 4th CAG a participé à de nombreuses missions New Horizons en Amérique centrale et du Sud et dans les îles des Caraïbes. Le 4th CAG a été déployé en Irak trois fois pour l'opération Iraqi Freedom :  
- de février à septembre 2003,
- d'août 2004 à mars 2005
- de septembre 2006 à avril 2007

Le 4th CAG a envoyé un détachement pour soutenir la Force opérationnelle interarmées Katrina à La Nouvelle-Orléans, en Louisiane, de septembre à octobre 2005. Le 4th CAG a également envoyé des détachements en Afghanistan pour l'opération Enduring Freedom en mai 2009 et novembre 2009 et a participé à l'opération Strike of the Sword. 
Le 15 décembre 2013, le 4th CAG a été réactivé et transféré à Hialeah, en Floride, dans le cadre de la Force Structure Review. Le colonel Augustin Bolanio a été nommé commandant de groupe et le sergent-major Mark T. Davis a été nommé sergent-major de groupe. La mission principale du 4th CAG est de fournir un soutien aux affaires civiles au US Southern Command. 

## Décorations de l'unité

Lignée du 4th CAG

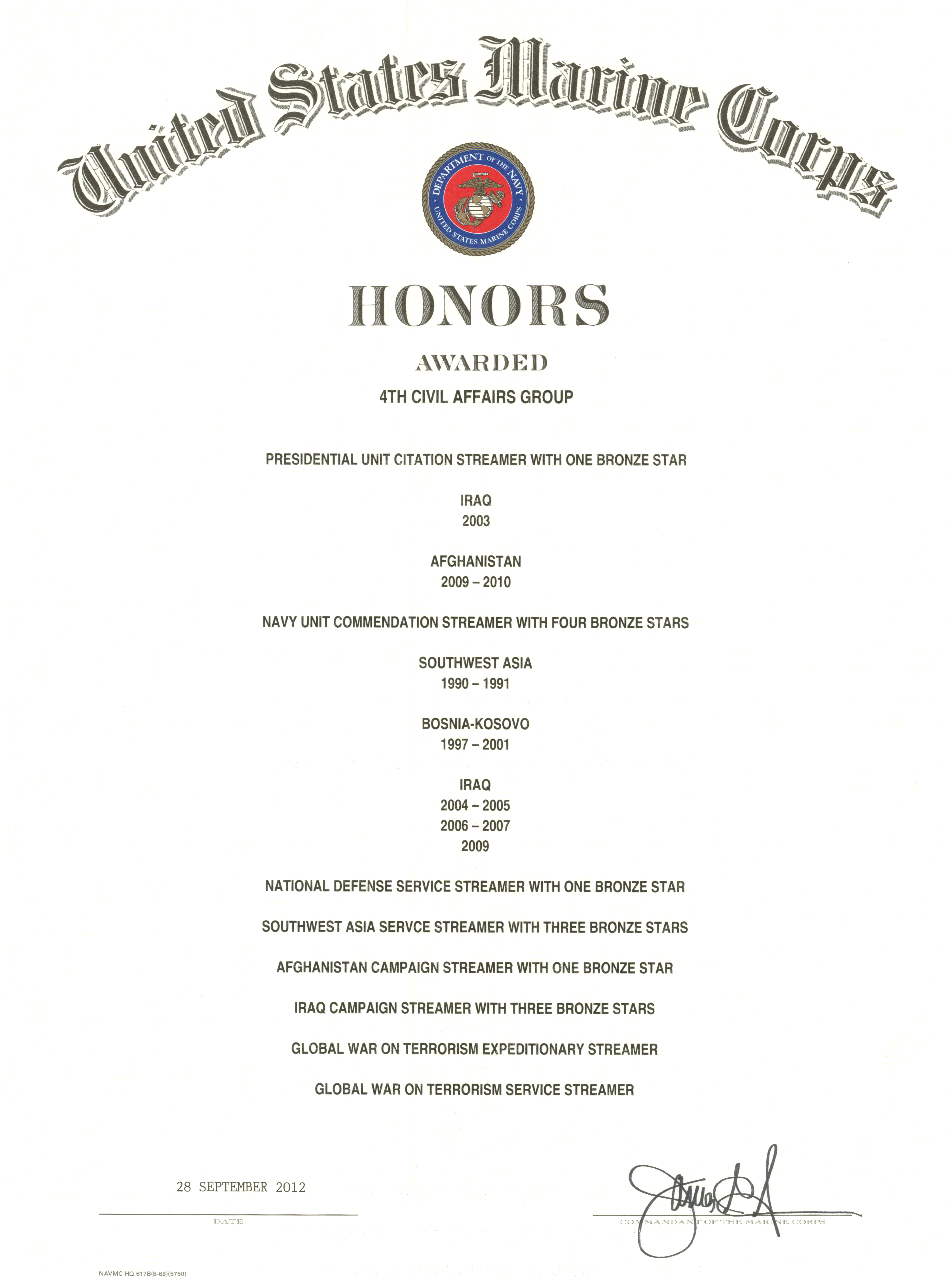
Honneurs du 4th CAG

| Ruban | Décoration                                                    | Observations |
|       | Presidential Unit Citation                                    | 21 mars 2003 au 24 avril 2003 (avec la I MEF) 29 mai 2009 au 12 avril 2010 (avec la 2nd MEB)                                     |
|       | Navy Unit Commendation                                        | Janvier 1997 à novembre 2001 Du 2 août 2004 au 1er février 2005 (avec la I MEF) septembre 2006 à mars 2007 (avec les I & II MEF) |
|       | Meritorious Unit Commendation                                 | Du 1er août 1990 au 30 juin 1991 (avec la 4th MarDiv)                                                                            |
|       | Certificat de mention élogieuse du commandant du Marine Corps | Décembre 1978 à décembre 1980 |

## Membres notables
- Richard Blumenthal, sénateur américain du Connecticut [13]
- Rich Brenner, animateur sportif
- Bill Cahir, candidat au Congrès des États-Unis, a par la suite été tué au combat alors qu'il était au service du CAG en Afghanistan
- Micah Caskey, Chambre des représentants de Caroline du Sud
- C. Boyden Gray, diplomate [14]
- Paul Hackett, candidat au Congrès américain
- Andrew Horne, candidat au Congrès des États-Unis
- Charles Lollar, candidat au poste de gouverneur du Maryland
- Raj Mukherji, Député du New Jersey
- Mackubin Thomas Owens, écrivain
- Arnold L. Punaro, major général à la retraite
- Van Taylor, politicien
- Frank Ryan, membre de la Chambre des représentants de Pennsylvanie